# Брусник (Вучитрн)
Брусник (алб. Brusnik) је насеље у општини Вучитрн на Косову и Метохији. Према попису становништва на Косову 2011. године, село је имало 404 становника, већину становништва чине албанци.

## Географија
Село је на падини Чичавице, скоро цело на десној страни долине Брусничке реке, источно од брда Чечана.
Разбијеног је типа. Дели се у три махале: Музаћ, Пеца и Уковит, чији су називи по виђенијим родовима у њима. Куће у махалама су такоће разбијене. Удаљења између махала износе до 1 км.

## Историја
У селу је све до доласка мухаџира из Топлице било Срба. Зна се за неку браћу Ракиће (Јована и Недељка), који су се онда иселили у Топлицу. Ти и други Срби били су чифчије у поисламљених и поарбанашених Неможа из Дрвара, чији је један огранак живео у овом селу. Од старина у овом селу има једна црквина на месту Марина Вода.

## Порекло становништва по родовима
Поисламљени и поарбанашени родови
- Пеца (3 к.) и Уковит (1 к.). Потичу од рода Неможа у Дрвару, одакле су се у Брусник преселили око 1830.

Арбанашки родови
- Музаћ (4 к.), од фиса Шаље. Досељен 1878. као мухаџир из Музаћа у Топлици.
- Колар (1 к.). Као мухаџир из Топлице живео је у суседном селу Дубовцу у Дреници, одакле је прешао у Брусник 1924. Припадник је фиса Климената.

Колонисти
- Митровићи (2 к.) 1920. из Сеоца (Андријевица).
- Мирић (1 к.) 1912. из Гацка (Херцеговина).
- Мандић (1 к.) и Вукотић (1 к.) 1922. из Чева (Цетиње).
- Делевић (1 к.) 1929. из Раче у Топлици.

Аутоколонисти
- Пајовић (1 к.). Досељен је 1925. из Куча на купљено имање.

## Демографија
| Демографија | Демографија | Демографија |
| Година      | Становника  | Становника  |
| ----------- | ----------- | ----------- |
| 1948.       | 245         |             |
| 1953.       | 276         |             |
| 1961.       | 402         |             |
| 1971.       | 448         |             |
| 1981.       | 488         |             |
| 1991.       | 515         |             |
| 2011.       | 404         |             |